# حمض الأرسانيليك
 حمض الأرسانيليك (بارا أمينو فينيل حمض الزرنيخ) مركب كيميائي له الصيغة C6H8AsNO3، وهو من المركبات العضوية الفلزية السامة للزرنيخ. وهو من مشتقات حمض فينيل الأرسونيك بوجود مجموعة أمين في الموقع 4 (بارا). ويوجد على شكل أيون هجين  −H3N+C6H4AsHO3 بتوازن توتوميري مع الشكل المعتدل.
 يعرف المركب أيضاً تحت اسم أتوكسيل.

## التاريخ
اكتشف حمض الأرسانيليك من قبل العالم الفرنسي أنطوان بيشامب Antoine Béchamp عام 1863 وهو الذي أسماه أتوكسيل إشارة إلى سميته. استعمل الأتوكسيل طبياً من أجل علاج الأمراض الجلدية. في عام 1905 أعلن الطبيبان الإنكليزيان توماس H.W. Thomas و براينل A. Breinl أن الأتوكسيل فعال ضد داء المثقبيات الأفريقي. لكن الجرعة العالية نسبياً والأعراض الجانبية حدت من انتشار المركب كدواء، إذ أنه يسبب العمى لتخريبه العصب البصري. رغم كل هذه الأمور فإن فعالية الأتوكسيل ضد المثقبيات كان موضوع البحث الذي درسه العالم الألماني باول إرليش، والذي شكك في صحة الصيغة، فطلب من الكيميائي العضوي ألفرد بيرتهايم Alfred Bertheim مراجعة الصيغة المطروحة. أدى تصحيح الصيغة إلى إمكانية تحضير مشتقات من حمض الأرسانيليك، ومن بينها سالفرسان، والذي استخدمه ساهاشيرو هاتا Sahachiro Hata، العامل في مختبرات إرليش، وجربه في علاج مرض الزهري. على الرغم من حظر استخدام الزرنيخ لاحقاً في العلاج، إلا أن هذه الأبحاث ساهمت في تطور علم الكيمياء الدوائية.

## التحضير
يحضر حمض الأرسانيليك من تفاعل الأنيلين مع حمض الزرنيخ  حسب المعادلة:
C6H5NH2  +  H3AsO4  →  H2O3AsC6H4NH2  +  H2O

## الاستخدامات
لا توجد استخدامات واسعة لحمض الأرسانيليك حالياً نظرا لسميته ولتوافر مستحضرات دوائية بديلة.